# Адипарва
Адипарва (санскр. आदिपर्व, «Первая книга») — первая книга «Махабхараты», состоит из 7,2 тыс. двустиший (225 глав по критическому изданию в Пуне). Излагает историю происхождения рода Бхаратов и описывает начало вражды между сыновьями царя Дхритараштры Кауравами и их двоюродными братьями Пандавами.

## Сюжет

### Вступление
Махабхарата начинается с поклонения Нараяне, Наре и Сарасвати.
Сын возницы Уграшравас приходит в лес Наймиша к мудрецам-отшельникам. После взаимных приветствий Уграшравас рассказывает мудрецам о том, что наслушался сказаний, включённых в Махабхарату её автором — Кришной-Двайпаяной (Вьясой) — и рассказанных Вайшампаяной во время змеиного жертвоприношения царя Хастинапура по имени Джанамеджая. Уграшравас говорит, что побывал в многочисленных тиртхах, а также на Курукшетре, где ранее произошла битва между Пандавами и Кауравами. Мудрецы высказывают пожелание услышать предание о потомках Бхараты. Поклонившись Шиве, который есть Брахма и Вишну, Уграшравас выражает готовность передать сказание. Начав с изложения индуистской космогонии, Уграшравас переходит к краткому содержанию Махабхараты. Он определяет объём первоначальной версии Махабхараты в изложении Вьясы в двадцать четыре тысячи шлок и краткого содержания Махабхараты в полтораста шлок. Славословя Махабхарату, Уграшравас называет её упанишадой и Ведой.

### Краткое содержание (всех книг Махабхараты)
Следуя желанию мудрецов, Уграшравас рассказывает им о том, чем знаменита Самантапанчака — место битвы Пандавов и Кауравов, — а также о содержании понятия «акшаухини» (воинского подразделения). Затем Уграшравас перечисляет все книги и разделы Махабхараты, пересказывая при этом краткое содержание каждого раздела и определяя объём каждой книги.

### Сказание о Паушье
Во время длительного жертвоприношения царя Джанамеджаи на Курукшетре туда приходит пёс, сын божественной суки Сарамы. Присутствующие на жертвоприношении братья Джанамеджаи избивают пса, и он с визгом и жалобами прибегает к своей матери. Узнав, в чём дело, Сарама отправляется к царю и говорит ему, что поскольку её сын был избит безвинно, то Джанамеджаю постигнет непредвиденное несчастье. Огорчённый Джанамеджая, вернувшись после окончания жертвоприношения в Хастинапур, начинает усиленно разыскивать подходящего домашнего жреца, который смог бы устранить действие его грехов. Однажды во время охоты Джанамеджая встречает мудреца Шруташраваса и делает его сына по имени Сомашравас своим домашним жрецом. Шруташравас говорит, что его сын рождён от змеи и наделён всеми необходимыми для жреца достоинствами, но в соответствии с принятым обетом готов отдать любому брахману всё, что тот попросит. Явившись к брахману по имени Веда, кшатрии Джанамеджая и Паушья избирают его своим наставником. Однажды ученик Веды по имени Уттанка выражает желание принести плату за учение, и тот отправляет его к своей супруге. Супруга Веды поручает Уттанке в качестве платы за учение отправиться к царю Паушье, попросить у него пару серёг, носимых царицею, и принести их. Уттанка выполняет это поручение. Во время передачи серёг царица предупреждает Уттанку, что их следует беречь от царя змей по имени Такшака, который их добивается. На обратном пути Уттанка лишается серёг и, настигнув их похитителя Такшаку в подземном змеином царстве, возвращает украденное. Затем Уттанка приносит серьги супруге своего наставника и, намереваясь отомстить Такшаке, отправляется в Хастинапур. Явившись к царю Джанамеджае, Уттанка уговаривает его устроить змеиное жертвоприношение и сжечь Такшаку, умертвившего ранее отца Джанамеджаи по имени Парикшит.

### Сказание о Пуломе
Уграшравас в лесу Наймиша рассказывает мудрецам об истории рода Бхригу. Однажды, когда Бхригу ушёл из дома для омовений, в его обитель пришел ракшас Пулома и, увидев беременную супругу Бхригу по имени Пулома, решил её похитить. Прежде, чем приступить к действию, ракшас пожелал удостовериться, что она — супруга Бхригу. Он спросил об этом у Агни, и тот не смог солгать. После утвердительного ответа Агни ракшас унёс Пулому, но из её чрева выпал ребёнок, названный Чьяваной, и от его блеска ракшас превратился в пепел. Узнав о предательстве Агни, Бхригу проклял его, но тот милостью Брахмы избавился от греха. Внук Чьяваны по имени Руру нашёл себе невесту, однако за несколько дней до свадьбы её ужалила змея. С соизволения Дхармы, царя смерти, Руру оживил невесту, отдав ей половину своей жизни, и после этого дал обет истреблять змей. Однажды Руру вознамерился убить в лесу змея из неядовитой породы дундубха, но тот объяснил ему разницу между дундубхами и ядовитыми змеями и рассказал, что проклятием брахмана был превращён из мудреца по имени Сахасрапат в змея. Проклявший Сахасрапата брахман предрёк ему избавление от проклятия после встречи с Руру. Сахасрапат начал было рассказ о змеином жертвоприношении Джанамеджаи и о спасении змей брахманом Астикой, но вскоре исчез, так что продолжение истории Руру услышал от своего отца по возвращении домой.

### Сказание об Астике
Уграшравас по просьбе Шаунаки рассказывает о событиях, побудивших царя Джанамеджаю истребить змей посредством жертвоприношения, и том, как брахман Астика избавил змей от погибели. Сначала он даёт сжатое изложение этого сказания, а затем развёрнутое. Во времена Деваюги у Праджапати (Дакша) были две дочери — Кадру и Вината. Обе они были жёнами Кашьяпы, который однажды пожаловал каждой наилучший дар. Кадру пожелала стать матерью тысячи змей, а Вината — матерью двух сыновей, превосходивших сыновей Кадру по силе, могуществу, доблести и отваге. После этого великий аскет Кашьяпа удалился в лес. Спустя долгое время Кадру принесла тысячу яиц, а Вината — два яйца. Служанки поместили все яйца во влажные сосуды. Через пятьсот лет у Кадру вылупились сыновья, а у Винаты — нет. С досады нетерпеливая Вината разбила яйцо и увидела там сына с наполовину развившимся туловищем. Разгневанный сын предал её проклятию, в соответствии с которым она в течение пятисот лет должна была стать рабыней. Освободить Винату из рабства сможет её второй сын, если она дождётся его рождения через пятьсот лет. Затем первый сын Винаты по имени Аруна поднялся в воздух и стал предвестником солнца, с тех пор показываясь каждый день на рассвете. Из второго яйца в надлежащее время родился Гаруда. В это время обе сестры увидели Уччайхшраваса — коня, появившегося при пахтании океана. Уграшравас делает отступление и рассказывает, как богами была спахтана амрита, а затем продолжает основную историю. Кадру затеяла спор с Винатой о масти Уччайхшраваса, ставкой стало рабство. Отложив решение спора на день, сёстры разошлись по своим домам. Кадру, утверждавшая в споре, что хвост Уччайхшраваса чёрного цвета, приказала тысяче своих сыновей пристать к его хвосту в виде чёрных волосков. Когда они отказались Кадру наложила проклятие, предсказав им сожжение во время змеиного жертвоприношения Джанамеджаи. Тем не менее, наутро Кадру одержала победу в споре, поскольку в хвосте коня оказалось множество чёрных волос, а Вината стала её рабыней. Однажды Кадру приказала Винате нести её в обиталище змей, расположенное во чреве океана. Вината понесла на себе Кадру, а Гаруда по приказанию матери понёс змей. Прибыв на место, Гаруда узнал от матери о причине рабства. Змеи предложили Гаруде в качестве выкупа из рабства принести им амриту. Боги во главе с Индрой воспротивились лишению их амриты, так что Гаруде пришлось вступить с ними в битву. Одержав победу над богами, Гаруда достал амриту и полетел обратно. В воздухе он встретился с Вишну, который проявил благосклонность к Гаруде и предложил ему выбрать дар. Гаруда пожелал быть бессмертным и нестареющим без употребления амриты, а также стать над Вишну и, получив эти дары, предложил Вишну ответный дар. Вишну избрал его в качестве колесницы/вахана и поместил его на знамени, тем самым поставив выше себя. Затем Гаруда заключил дружбу с Индрой и договорился о возвращении амриты богам после искупления Винаты из рабства. Вернувшись к змеям, он добился от них согласия на вызволение матери из рабства и оставил амриту на траве куша. Змеи, прежде чем вкусить амриту, отправились на омовение, а Индра тем временем вернул амриту.

### Сказание о воплощении первых родов
Услышав о том, что Джанамеджая посвящён для совершения змеиного жертвоприношения, на собрание приходит Вьяса. Джанамеджая просит у него рассказать о деяниях Пандавовов и Кауравов, и Вьяса поручает эту задачу своему ученику Вайшампаяне. Вайшампаяна сначала передаёт содержание Махабхараты вкратце, а затем по просьбе Джанамеджаи приступает к полному изложению всего сказания общим объёмом сто тысяч шлок. Предопределённость братоубийственной войны между двумя царскими родами в начале сказания объясняется тем, что главные действующие лица — Пандавы и Кауравы — являются частичными воплощениями богов и асуров, соответственно.

### Сказание о происхождении (творений)
Джанамеджая просит Вайшампаяну рассказать о роде Куру с самого его начала. Вайшампаяна начинает рассказ с изложения истории о рождении у царя Душьянты и его жены Шакунталы сына по имени Бхарата. Затем Вайшампаяна перечисляет потомков Бхараты и описывает их деяния, после чего по просьбе Джанамеджаи возвращается к самому началу генеалогического древа и рассказывает о происхождении от Дакши (прадеда Ману) рода ядавов и пауравов, от которого произошли Пандавы и Кауравы. Дойдя до сыновей Дхритараштры и Панду, Вайшампаяна указывает на то, что вражда между ними возникла ещё в детстве, когда Дурьодхана задумал убить Бхимасену и посадить в тюрьму Пандавов: Арджуну и Юдхиштхиру. В юношеском возрасте Дурьодхана несколько раз пытается погубить Бхимасену, сбрасывая его спящим связанным в воду, подбрасывая к нему змей и подсыпая в пищу яд. Упомянув о ссоре Дроны с Друпадой, Вайшампаяна рассказывает, как Дрона стал обучать Пандавов и Кауравов владению различными видами оружия.

### Сказание о сожжении смоляного дома
Дрона сообщает Дхритараштре о том, что Пандавы и Кауравы овладели военным искусством, и просит дозволения продемонстрировать его. Получив согласие царя, Дрона устраивает показательные выступления, на которых его ученики в присутствии тысяч зрителей проявляют удивительную ловкость во владении оружием. В ходе состязаний возникает конфликт между Дурьодханой и Бхимасеной, а также между Арджуной и Карной, в результате чего Дурьодхана заключает дружбу с Карной.
Однажды Дрона в качестве платы, положенной учителю, требует у своих учеников пленить Друпаду. Когда они выполняют веление Дроны, тот проявляет снисхождение к Друпаде и, восстановив с ним прежнюю дружбу, оставляет Друпаде половину царства. Дурьодхана, опасаясь воцарения Юдхиштхиры, вместе Карной и Шакуни вынашивает план погубить Пандавов. Он предлагает отцу под благовидным предлогом выслать Пандавов в город Варанавату, и тот выполняет просьбу сына. Дурьодхана тем временем велит своему советнику Пурочане построить в Варанавати рядом с оружейным складом дом для Пандавов из смеси глины со смолой, коноплёй, топлёным и растительным маслом, а также других горючих материалов, и затем поджечь его.
Когда Пандавы прибывают в Варанавату, Юдхиштхира разгадывает коварный план Дурьодханы, однако соглашается жить в смоляном доме из опасения перед иными кознями злодея. Видура присылает к ним опытного землекопа, который тайно выкапывает большой подземный ход из смоляного дома. Однажды ночью Кунти устраивает пир, после которого в смоляном доме остаются уснувшие от опьянения женщина с пятью сыновьями. Бхимасена поджигает оружейный склад, где спит Пурочана. Затем Пандавы выбираются из пожара через подземный ход и уходят в лес, а жители Варанаваты наутро находят трупы женщины с её пятерыми сыновьями и сообщают Дхритараштре о гибели Пандавов и Кунти в огне. Пандавы же с матерью засыпают в лесу на голой земле, оставив Бхимасену на страже.

### Сказание об убийстве Хидимбы
Спящих Пандавов обнаруживает голодный ракшас Хидимба и посылает свою сестру Хидимби убить их и принести в качестве пищи. Когда Хидимби приближается к путникам, то с первого взгляда влюбляется в стоящего на страже Бхимасену и решает нарушить распоряжение брата. Приняв прекраснейший человеческий облик, она рассказывает Бхимасене всю правду и просит его стать её супругом. Пока они мирно беседуют, Хидимба устаёт ждать и является к Пандавам. Увидев свою сестру в человеческом облике, он смекает, в чём дело, и в гневе решает её убить. Бхимасена заступается за ракшаси и принимает бой с Хидимбой. Разбуженные шумом схватки братья и мать Бхимасены узнают у Хидимби, кто она, и что происходит. Арджуна предлагает Бхимасене помощь, но тот отказывается и, раскрутив Хидимбу над головой, ударяет его оземь и переламывает пополам. Затем Пандавы вместе с Кунти и с Хидимби спешно отправляются в путь.

### Сказание об убийстве Баки
Бхимасена, продолжая гневаться из-за нападения Хидимбы, угрожает Хидимби убийством. Юдхиштхира останавливает брата, а затем благословляет брак Бхимасены и Хидимби. Хидимби, пользуясь свойственной ракшасам способностью передвижения по воздуху, проводит долгое время с супругом в неприступных лесах, в озёрах, в горных потоках, на берегах морей, в городах и на вершинах гор. Через некоторое время она рожает от Бхимасены сына, которому дают имя Гхатоткача. Гхатоткча растёт не по дням, а по часам, и вскоре достигает юношеского возраста. Он становится искусным воином и верным любимцем Пандавов. Затем Хидимба и Гхатоткача прощаются с Пандавами и расходятся в разные стороны.
Пандавы вместе с Кунти в облике отшельников пересекают один лес за другим и встречают своего деда Вьясу, который сопровождает их в город Экачакру, где поселяет их в жилище брахмана и удаляется.
Пандавы во время недолгого проживания в доме брахмана много странствуют для сбора подаяния. Однажды четверо Пандавов уходят за милостыней, оставив Бхимасену с Кунти, и те слышат скорбный вопль в доме брахмана. Войдя во внутренние покои брахмана, Кунти видит, как он в присутствии своей жены, сына и дочери проклинает жизнь, а они пытаются утешить его. Кунти вопрошает о причине горя, и брахман рассказывает, что настал его черёд платить дань ракшасу по имени Бака, который охраняет их город и страну в течение многих лет от вторжения врагов. Дань, установленная ему для питания — телега риса, два буйвола и один человек. Поскольку у брахмана нет богатства для покупки человека, ему придётся либо отдать кого-то из своих родных, либо пожертвовать собой и оставить своих детей сиротами. Кунти убеждает сначала брахмана, а затем и вернувшегося Юдхиштхиру согласиться с её решением отправить к ракшасу Баке Бхимасену. Юдхиштхира рекомендует брахману не распространяться об этой истории.
Утром Бхимасена отправляется в лес к обиталищу Баки и, вызвав его, начинает поедать пищу, предназначенную для дани. Разъярённый ракшас нападает на Бхимасену, но тот не обращает на это внимание и без спешки доедает пищу. Затем он в бою с Бакой голыми руками ломает того пополам. Услышав предсмертный рёв ракшаса, из обиталища выбегают его родственники. Бхимасена объявляет, что отныне убивать людей в этом месте им запрещено под страхом смертной казни. Те подчиняются, а Бхимасена, бросив мёртвого ракшаса у ворот города, уходит незамеченным горожанами в жилище брахмана и рассказывает обо всём Юдхиштхире.
Когда люди на рассвете выходят из города, они обнаруживают убитого ракшаса и в радости вычисляют, чья очередь была приносить пищу для Баки. Явившись к брахману, горожане допытываются у него, кто совершил сей подвиг. Тот же, охраняя тайну Пандавов, рассказывает правдоподобную историю о внезапно появившемся защитнике, в которой вместо Бхимасены упоминается некий могущественный брахман, преуспевший в мантрах.
Пандавы спокойно продолжают жить там же.

### Сказание о Читраратхе
Спустя несколько дней к ним приходит брахман и излагает различные предания, завершая повествование сообщением о предстоящей у панчалов сваямваре Кришны Драупади, а также рассказом о чудесном внеутробном рождении из алтаря её и из священного жертвенного огня Дхриштадьюмны. По предложению Кунти Пандавы вместе с ней отправляются к панчалам.
К ним приходит повидаться Вьяса и рассказывает, как в своём предыдущем рождении Кришна Драупади, устав от одиночества, предалась аскетическим подвигам. Она удовлетворила суровым покаянием Шиву, и тот предложил ей дар. Кришна пять раз высказала желание иметь супруга, наделённого всеми добродетелями. Шива обещал ей исполнение этого желания при вхождении в другое тело. Вьяса говорит, что Кришна Драупади определена быть общей супругой пятерых Пандавов, затем прощается с ними и удаляется.
Следуя на север, Пандавы и Кунти достигают Ганги, где застают царя гандхарвов Читраратху с его жёнами. Разгневанный Читраратха пускает в Пандавов стрелы, но Арджуна обезоруживает его. Одна из супруг Читраратхи уговаривает Юдхиштхиру отпустить побеждённого, после чего Читраратха заключает с Пандавами дружбу.

### Сказание о сваямваре Драупади
По совету Читраратхи Пандавы избирают в качестве домашнего жреца Дхаумью. Расставшись с царём гандхарвов, они приходят к Дхаумье и получают его согласие быть их домашним жрецом. Затем Пандавы прибывают в столицу панчалов на сваямвару Драупади под видом брахманов. В состязании царей никто не может выполнить условие Друпады, по которому победителем становится тот, что натянет тугой лук и поразит с его помощью пятью стрелами цель. С этой задачей справляется Арджуна, после чего разгневанные цари решают убить Друпаду. Неузнанные Пандавы вступаются за Друпаду, и в поединке Арджуна побеждает Карну, а Бхимасена — Шалью. Кришна, заподозрив, что под видом брахманов скрываются Пандавы, охлаждает воинственный настрой присутствующих царей. Пандавы с Кришной Драупади следуют в дом горшечника, служащий им временным пристанищем. Вскоре туда прибывают Кришна с Баладевой и сообщают, что они узнали Пандавов в облике брахманов.
После радостных приветствий и короткой беседы Кришна с Баладевой уходят, а в доме горшечника прячется незаметно следовавший за ними Дхриштадьюмна. Ночью он подслушивает разговор Пандавов и, поспешно вернувшись к своему отцу Друпаде, рассказывает ему обо всём. Обрадованный Друпада посылает к Пандавам домашнего жреца с поручением передать им, что он желает выдать свою дочь за Арджуну. Юдхиштхира с почестями принимает жреца и выражает своё согласие. Вскоре к ним прибывает второй гонец, и по его приглашению Пандавы, Кунти и Кришна Драупади на колесницах отправляются во дворец Друпады. После отдыха Юдхиштхира объявляет о намерении сделать Кришну общей супругой всех пятерых Пандавов. Друпада возражает против этого беззакония, но появившийся Кришна Двайпаяна разъясняет ему сакральный смысл необычного брака и рассказывает о даре Шивы, которым тот наградил Кришну Драупади в её предыдущем рождении.

### Сказание о бракосочетании
Друпада, узнав о воле Шивы, соглашается отдать свою дочь замуж за пятерых Пандавов, и бракосочетание совершается.

### Сказание о прибытии Видуры
Узнав через соглядатаев о том, что Драупади сочеталась браком с Пандавами, прибывшие на сваямвару цари разъезжаются. Дурьодхана со своими братьями и приближёнными возвращается в Хастинапур. Видура передаёт известия о Пандавах царю Дхритараштре, и тот выражает показную радость, однако после ухода Видуры поддерживает Дурьодхану, который предлагает начать козни с целью погубить Пандавов. Однако Карна отвергает коварный план Дурьодханы как негодный и призывает пленить Пандавов в ходе открытых военных действий. Дхритараштра одобряет предложение Карны и созывает совет. Бхишма, Дрона и Видура в ходе совещания отказываются поддержать Карну, взамен предложив отдать Пандавам часть царства. Дхритараштра соглашается и отправляет Видуру к Пандавам с приглашением.

### Сказание о приобретении царства
Пандавы вместе с Кунти, Кришной Драупади и Кришной прибывают в Хастинапур. Дхритараштра дарует Пандавам половину царства и отправляет их в дремучий лес Кхандавапрастха во избежание раздора со своими сыновьями. Там они под началом Кришны Двайпаяны строят великолепный город под названием Индрапрастха, обнесённый стеною и рвом. Поселив Пандавов в Индрапрастхе, Кришна возвращается в Дваравати.

### Сказание о жительстве Арджуны в лесу
Однажды к Пандавам приходит божественный мудрец Нарада. Он рекомендует установить порядок поведения, при котором у них не возникло бы раздора из-за общей супруги. В назидание Нарада рассказывает предание о непобедимых братьях-асурах по имени Сунда и Упасунда, убивших друг друга из-за женщины. В присутствии мудреца Пандавы совместно принимают условие, согласно которому любой из них, кто предстанет перед другим, сидящим вместе с Драупади, должен будет жить в лесу в течение двенадцати лет, соблюдая обет воздержания. Довольный ими отшельник Нарада отправляется в желанные края, а Пандавы продолжают жить в Индрапрастхе и покоряют многих царей. По истечении долгого времени к дворцу Пандавов приближается некий брахман и начинает сетовать из-за того, что грабители похитили у него коров. Арджуна решает помочь и с разрешения Юдхиштхиры, уединившегося в это время с Драупади в месте хранения оружия, берёт лук и возвращает добро брахману. Вслед за тем Арджуна в соответствии с предшествующей договорённостью вопреки просьбам Юдхиштхиры принимает обет воздержания и отправляется на жительство в лес на двенадцать лет. Достигнув Врат Ганги, он поселяется там вместе с брахманами. Однажды во время омовения в Ганге его увлекает в воду Улупи, дочь змеиного царя по имени Кауравья. Шантажируя Арджуну самоубийством, она принуждает его вступить с нею в связь. Проведя ночь с Улупи во дворце змеиного царя, Арджуна отправляется в Гималаи, а затем к океану. В столице страны калингов Маналуре он приходит к её царю Читравахане и влюбляется в его дочь по имени Читрангада. Царь даёт согласие на их брак, и Арджуна живёт с Читрангадой в том городе три года. Затем Арджуна отправляется к тиртхам у берегов южного океана, где освобождает от проклятия пятерых апсар, на сто лет обращённых в крокодилов непоколебимым брахманом, которого они пытались соблазнить. После этого Арджуна возвращается в Маналуру к Читрангаде и, увидев своего сына от неё по имени Бабхрувахана, продолжает странствовать по святым местам. Неожиданно он встречает Кришну, вместе с которым вскоре прибывает в Двараку.

### Сказание о похищении Субхадры
Во время празднества на горе Райватаке близ Двараки Арджуна встречает сестру Кришны по имени Субхадра и говорит Кришне о своём намерении взять её в жёны. Кришна рекомендует ему похитить Субхадру по обычаю кшатриев вместо сваямвары. Послав гонцов к Юдхиштхире в Индрапрастху, они получают его согласие. Когда Субхадра уходит на гору Райватаку, Арджуна отправляется следом на колеснице под предлогом охоты и похищает её. Баларама при поддержке войска обращается к Кришне и высказывает намерение отомстить Арджуне за это нарушение.

### Сказание о передаче свадебного приданого
Кришна оправдывает Арджуну его неуверенностью в исходе сваямвары и уговаривает брата и жителей Двараки вернуть Арджуну примирительными речами. Они выполняют пожелание Кришны. Арджуна сочетается браком с Субхадрой. Через год истекает срок двенадцатилетнего изгнания, и Арджуна с Субхадрой возвращается в Кхандавапрастху. Драупади сначала проявляет ревность к Субхадре, но Арджуна её успокаивает. Вскоре к ним прибывают Кришна с Баларамой в сопровождении своих подданных и принимают участие в длительных пиршествах. По окончании празднеств Баларама с войском возвращается в Двараку, а Кришна остаётся жить в Индрапрастхе с Арджуной. Через некоторое время Субхадра производит на свет сына Арджуны по имени Абхиманью. Драупади обретает пятерых сыновей от пятерых супругов: от Юдхиштхиры — Пративиндхью, от Бхимасены — Сутасому, от Арджуны — Шрутакармана, от Накулы — Шатанику и от Сахадевы — Шрутасену. Пандавы воспитывают сыновей и познают радость.

### Сказание о сожжении леса Кхандавы
Однажды в жаркие дни Арджуна с Кришной в окружении друзей отправляются к реке Ямуна. Там к ним приближается ярко-рыжий бородатый брахман и, признавшись в своей прожорливости, просит их дать ему хоть раз насытиться. Арджуна с Кришной обещают достать для него пищу, какой он сможет удовлетвориться. Брахман объявляет, что он — Агни, — и подходящая еда для него — лес Кхандава. Агни не может сжечь этот лес, поскольку в нём обитает змей Такшака, каходящийся под покровительством Индры. Арджуна просит у Агни оружие для себя и для Кришны, а также белых коней и колесницу. Агни вызывает Варуну, и тот дарует Арджуне лук гандиву, два неистощимых колчана и колесницу с обезьяной на знамени, в которую впряжены серебристые кони. Кришне Агни даёт диск и палицу. Затем Агни приступает к сожжению леса Кхандавы. Индра пытается воспрепятствовать этому и обрушивает ливень на горящий лес, но Арджуна своими стрелами отвращает ливень. Такшака во время пожара отсутствует в лесу, но там оказывается его сын по имени Ашвасена. Мать Ашвасены спасает сына ценой своей жизни. Индра при поддержке множества богов, птиц, гандхарвов, якшей, ракшасов и змей нападает на Арджуну и Кришну, но те обращают войско Индры в бегство. Невидимый голос призывает Индру уйти вместе с богами, поскольку уничтожение Кхандавы предопределено судьбою, а победить Арджуну с Кришной всё равно не удастся, ибо они — Нара и Нараяна. Индра возвращается на небо, а огонь уничтожает лес вместе с тысячами его обитателей. Когда Агни начинает преследовать данаву Майю, тот прибегает к покровительству Арджуны. В течение шести дней Агни сжигает лес Кхандаву вместе с животными и птицами. С неба спускается Индра и в награду за подвиг, совершённый Арджуной и Кришной, предлагает им дары. Арджуна просит у Индры все виды его оружия, и тот обещает выполнить это желание спустя некоторое время. Кришна же выбирает в качестве дара вечную дружбу с Арджуной. Индра предоставляет ему этот дар, а затем возвращается на небо. Удовлетворённый Агни дозволяет Арджуне и Кришне жить всюду, где они пожелают. Вместе с Майей Арджуна и Кришна некоторое время живут там, а затем селятся на берегу реки.